# Gregorio García Díaz
Gregorio García Díaz nació en Puebla de Lillo, provincia de León, el 21 de agosto de 1903. Con doce años se va a Madrid; a su vuelta, cuando tenía 19, fundó en Lillo el Partido Radical Socialista, también una sociedad ganadera y fue elegido presidente de la junta vecinal. El alzamiento contra la República le coge  en su trabajo ganadero en el Caserío de Las Repuntas, baja al pueblo diariamente a tener información del curso de los acontecimientos. En el verano de 1936, a los pocos días del Alzamiento fue detenido por un grupo de falangistas de Boñar liderados por Girón de Velasco; decide escapar y con pretextos varios  consigue un permiso especial que aprovecha para pasar a Asturias e incorporarse al Ejército Republicano, adquiere el grado de teniente, en inteligencia militar. Cuando Asturias cae en poder de las tropas franquistas se echó al monte el 14 de abril de 1939. El 26 de enero de 1949 se entregó. Fallecía en León, a la edad de 87 años, el día 17 de noviembre de 1990.
El escritor leonés, nacido en el cercano Vegamián, hoy desaparecido por el pantano del Porma, Julio Llamazares le despide “con el mejor de mis recuerdos en este tiempo de olvidos y en esta España moderna y desmemoriada, al hombre que con su vida alimentó de leyendas las largas noches de invierno y los días de mi infancia, cuando los años cincuenta se despedían de España y los cuentos de los viejos servían para decir lo que la radio callaba”.
El epitafio de su tumba en Puebla de Lillo dice :“Con tu sacrificio, valor y honradez conseguiste tu libertad”.